# 고등어속
고등어속(Scomber)은 고등어과의 한 속이다.

## 하위 종
FishBase에는 다음 네 종이 등록되어 있다.
- 망치고등어 (Scomber australasicus) Cuvier, 1832.
- 대서양처브고등어 (Scomber colias) Gmelin, 1789.
- 고등어 (Scomber japonicus) Houttuyn, 1782.
- 대서양고등어 (Scomber scombrus) Linnaeus, 1758.